# CarGoTram

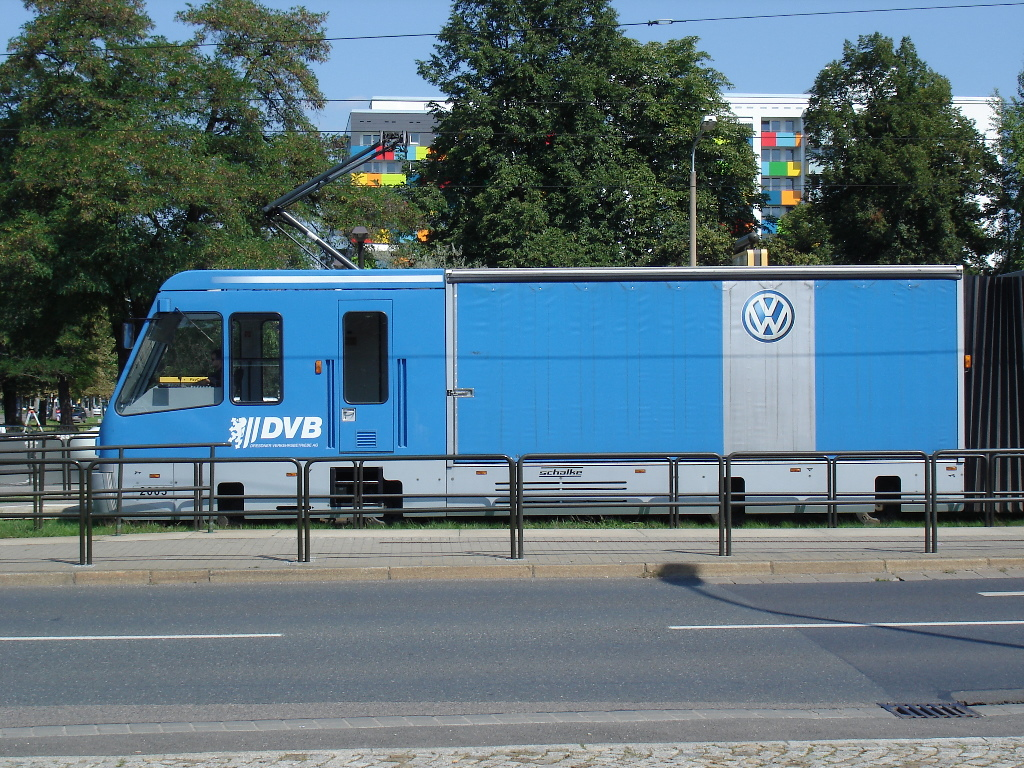
A CarGoTram vonófeje

A CarGoTram egy Drezdában közlekedő tehervillamos. Ez szolgálja ki a Volkswagen személygépkocsi gyárat.

## Története
Az elképzelés arról, hogy Drezdában építsenek egy Volkswagen személygépkocsi gyárat, már 1997-ben felmerült. 2000. március 3-án a Dresdner Verkehrsbetriebe AG (DVB) és a Volkswagen Automobil-Manufaktur Dresden GmbH aláírt egy, a CarGoTramről szóló szerződést. Feladata a drezdai Friedrichstadtban lévő logisztikai központból  alkatrészek szállítása az új gyárba. A villamos a személyforgalomra használt pályákat használja. Az út a logisztikai központból egyenesen Drezda belső városrészein vezet keresztül.  Ezzel ki tudták váltani a sűrű teherautóforgalom egy részét.
Kettő CarGoTram-et épített a gelsenkircheni Schalker Eisenhütte Maschinenfabrik GmbH, mindegyik 6,5 millió német márkába került. A DVB AG felelős a szállítmány szállításáért és a biztonságáért.
A tehervillamost 2000. november 16-án mutatták be hivatalosan Drezdában. 2001. január 3-án az első próbafuttatását is elvégezte.
A járműveket a VW Phaeton gyártásának beszüntetése után leállították.
Közlekedésüket a VW e-Golf drezdai gyártásának megkezdésével, 2017. március 24-én indították újra.

## Útvonal és menetrend
A CarGoTram minden órában közlekedik. Ha szükséges, közlekedhet sűrűbben is, 40 percenként. Több útvonal is lehetséges. A fő útvonal a GVZ-ből (Güterverkehrszentrum) Friedrichstadt Postplatz-en, a Grunaer Straße-n, a Straßburger Platz-on vezet keresztül a gyárba. A villamos közlekedhet még a fő állomáson keresztül is, ha torlódás van.

## Technológia
A CarGoTram egy 5 részes kétirányú jármű. Az általános összeállítás három teherszállító betétkocsi és két vezetőállással ellátott teherszállító egység. A vonófejeknek kisebb a kapacitása (7500 kg), mint a középső kocsiknak (15000 kg), mert a vezetőállás a rakodótérből vesz el helyet. A teljes kapacitása megegyezik három teherautóéval (214 m³).
A vonófejeknek és a középső kocsiknak is minden tengelye hajtott.

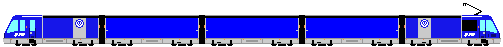
A teljes jármű oldalnézeti képe